# Гаррисон (город, Миннесота)
Гаррисон (англ. Garrison) — город в округе Кроу-Уинг, штат Миннесота, США. На площади 2,8 км² (2,8 км² — суша, водоёмов нет), согласно переписи 2002 года, проживают 213 человек. Плотность населения составляет 76,8 чел./км².
- Телефонный код города — 320
- Почтовый индекс — 56450
- FIPS-код города — 27-23192[1]
- GNIS-идентификатор — 0644048[2]

## История
Гарнизон был заложен и поселился в 1880 году как Мидленд. Гарнизон был зарегистрирован в мае 1937 года. Окружающий Район города Гаррисон  был назван в честь Оскара Э. Гаррисона, землемера и инженера-строителя. Оскар Э. Гаррисон также заложил Вайзата в округе Хеннепин в 1854 году.. Почтовое отделение в Гаррисоне было основано в 1884 году. 